# Kadiatou Camara
Kadiatou Camara (sinh ngày 4 tháng 5 năm 1981 tại Ségou) là một vận động viên chạy nước rút người Malian đã nghỉ hưu, chuyên về 200 mét. Trước đây cô từng thi đấu môn nhảy xa.

## Thành tích giải đấu
| Năm               | Giải đấu                   | Địa điểm                   | Thứ hạng          | Nội dung          | Chú thích              |
| Representing Mali | Representing Mali          | Representing Mali          | Representing Mali | Representing Mali | Representing Mali      |
| ----------------- | -------------------------- | -------------------------- | ----------------- | ----------------- | ---------------------- |
| 1998              | World Junior Championships | Annecy, Pháp               | 41st (h)          | 200m              | 25.88 (wind: -0.2 m/s) |
| 1999              | All-Africa Games           | Johannesburg, South Africa | 16th (sf)         | 100 m             | 11.99                  |
| 1999              | All-Africa Games           | Johannesburg, South Africa | 11th              | Long jump         | 5.90 m                 |
| 2000              | Olympic Games              | Sydney, Australia          | 46th (h)          | 100 m             | 11.65                  |
| 2000              | World Junior Championships | Santiago, Chile            | 20th (qf)         | 100m              | 11.93 (wind: +0.3 m/s) |
| 2001              | Jeux de la Francophonie    | Ottawa, Canada             | 11th (sf)         | 100 m             | 11.87                  |
| 2001              | Jeux de la Francophonie    | Ottawa, Canada             | 10th (h)          | 200 m             | 24.05                  |
| 2001              | World Championships        | Edmonton, Canada           | 38th (h)          | 100 m             | 11.89                  |
| 2002              | African Championships      | Radès, Tunisia             | 12th (h)          | 100 m             | 11.86                  |
| 2002              | African Championships      | Radès, Tunisia             | 7th               | Long jump         | 5.71 m                 |
| 2003              | World Indoor Championships | Birmingham, United Kingdom | 27th (h)          | 60 m              | 7.42                   |
| 2003              | World Championships        | Paris, Pháp                | 28th (qf)         | 100 m             | 11.73                  |
| 2003              | All-Africa Games           | Abuja, Nigeria             | 10th (sf)         | 100 m             | 11.67                  |
| 2003              | All-Africa Games           | Abuja, Nigeria             | 5th               | Long jump         | 6.18 m                 |
| 2003              | Afro-Asian Games           | Hyderabad, India           | 4th               | Long jump         | 6.30 m                 |
| 2004              | World Indoor Championships | Budapest, Hungary          | 24th (sf)         | 60 m              | 7.47                   |
| 2004              | African Championships      | Brazzaville, Congo         | 7th (sf)          | 100 m             | 11.57                  |
| 2004              | African Championships      | Brazzaville, Congo         | 2nd               | 200 m             | 23.22                  |
| 2004              | African Championships      | Brazzaville, Congo         | 2nd               | Long jump         | 6.29 m                 |
| 2004              | Olympic Games              | Athens, Hy Lạp             | 36th (h)          | 200 m             | 23.56                  |
| 2006              | African Championships      | Bambous, Mauritius         | 6th               | 100 m             | 12.10                  |
| 2006              | African Championships      | Bambous, Mauritius         | 4th               | 200 m             | 23.47                  |
| 2007              | World Championships        | Osaka, Nhật Bản            | 32nd (h)          | 200 m             | 23.48                  |
| 2008              | African Championships      | Addis Ababa, Ethiopia      | 2nd               | 200 m             | 22.70                  |
| 2008              | Olympic Games              | Bắc Kinh, Trung Quốc       | 17th (qf)         | 200 m             | 23.06                  |
| 2009              | Jeux de la Francophonie    | Beirut, Lebanon            | 2nd               | 100 m             | 11.73 (w)              |
| 2009              | Jeux de la Francophonie    | Beirut, Lebanon            | 4th               | 200 m             | 23.88                  |

### Thành tích cá nhân tốt nhất
- 60 mét - 7,35 giây (2003, trong nhà)
- 100 mét - 11,48 giây (2005)
- 200 mét - 22,70 giây (2008)
- Nhảy xa - 6,53 m (2003)
- Nhảy xa ba bước - 12,90 m (2004)